# Target (programma televisivo)
Target è stato un rotocalco televisivo italiano ideato da Gregorio Paolini e andato in onda dal 1993 al 2000 su Canale 5.
Il programma, della durata di 25 minuti (poi ampliati a 50), è andato in onda a partire dal 1º novembre 1993 fino al 2000, dapprima nella seconda serata del lunedì e in seguito anticipato alla domenica, sempre in seconda serata.

## Il programma
Considerata come una delle trasmissioni più influenti degli anni novanta per quanto riguarda il taglio e i metodi di ripresa, si occupava attraverso filmati e servizi più o meno brevi di argomenti televisivi, analizzando i fenomeni del mondo catodico e trattandoli spesso in maniera ironica. Volto simbolo di Target è considerata Gaia De Laurentiis, al debutto come conduttrice televisiva, che dopo quattro edizioni, in quella del 1997-98 condivise il ruolo col giornalista Mimmo Lombezzi, per lasciare definitivamente il posto nel 1998 a Natasha Stefanenko, sostituita a sua volta nel 1999 da Tamara Donà. Sempre nel 1998 Gregorio Paolini, autore storico del programma, lasciò la redazione di Target anch'egli dopo averne realizzato cinque edizioni, passando alla Rai.
Negli anni, tra le rubriche e i servizi fissi si sono susseguite "Ciro fax", in cui gli spettatori chiamando un numero potevano richiedere 24 ore su 24 dei filmati di programmi televisivi, e il "Baudometro", in cui si contavano i minuti di presenza televisiva di Pippo Baudo in tv nella settimana appena trascorsa, insieme al "Che Baudo farà?", pronostico di quanto tempo Baudo sarebbe rimasto in video la settimana successiva. Tra gli opinionisti erano spesso presenti Aldo Busi, scrittore che analizzò il Festival di Sanremo 1994 per la trasmissione, Enrico Vaime, autore televisivo che presentava il suo editoriale "La colonna infame", di stampo satirico, e nell'ultima edizione Platinette, che in quegli anni si affacciava nel mondo della televisione.
Tra le particolarità del programma ci fu la conduzione, nella prima puntata della sesta stagione (4 ottobre 1998), eseguita da un cavallo di nome Daisy, che doppiato da una voce femminile introduceva i servizi. In chiusura della puntata fu rivelata la conduttrice ufficiale, Natasha Stefanenko. Inoltre nel 1997, la De Laurentiis condusse su Italia 1 il varietà Ciro, il figlio di Target, che trattava con ironia parecchi argomenti oltre a quello televisivo. Il titolo di questo programma, così come quello del "Ciro fax", erano legati alla vicenda che vide Sandra Milo protagonista nel 1990 di uno scherzo in cui le veniva riferito in diretta durante la trasmissione L'amore è una cosa meravigliosa che il figlio di nome Ciro era ricoverato in gravi condizioni in seguito ad un incidente stradale, a causa del quale la conduttrice e attrice scappò dallo studio per soccorrere il figlio urlando il suo nome, nella disperazione.
Nell'estate del 1994, terminata la prima stagione regolare del programma, furono realizzate alcune puntate dell'edizione denominata Target Light, che andò in onda ogni lunedì in seconda serata, dal 13 giugno al 12 settembre.
Nell'edizione 1996/97 Gaia De Laurentiis fu costretta a lasciare per alcune puntate la conduzione del programma, causa maternità; fu sostituita ogni settimana da un "conduttore" diverso: Enrico Ghezzi, Renzo Arbore etc. I servizi venivano presentati con tale formula: la De Laurentiis introduceva con una frase generica (come «Lo sapevate che...»), quindi fingeva un improvviso colpo di tosse, per proseguire con la voce mutata in quella del sostituto di turno, che veniva però in parte mostrato mentre effettuava il doppiaggio.